# Tour de Berlin Feminin
Die Tour de Berlin Feminin ist ein Straßenradsportwettbewerb im Frauenradrennsport, der in Berlin ausgetragen wird.

## Geschichte
Im Jahr 2023 wurde durch den Berliner Radsportverband eine vor drei Jahrzehnten eingeführte Vorgängerveranstaltung gleichen Namens wiederbelebt. Der Wettbewerb wurde in die 2. Kategorie des internationalen Radsportkalenders aufgenommen und war damit zusammen mit dem ebenfalls 2023 erstmals veranstalteten Women’s Cycling Grand Prix Stuttgart & Region das einzige internationale Eintagesrennen der Frauen in Deutschland. Die erste Siegerin war die Schweizerin Elena Hartmann.
Zur Saison 2024 wurde das Rennen in die 1. UCI-Kategorie hochgestuft und zu einem dreitägigen Etappenrennen ausgebaut. Doch rund anderthalb Monate vor dem Start der Tour musste die Austragung abgesagt werden, weil der Berliner Radsportverband nicht die notwendige finanzielle Absicherung durch das Land Berlin erhielt. Damit bleibt die Thüringen Ladies Tour die einzige Tour im Frauenradsport auf deutschen Boden.

## Ergebnisliste
| Jahr | Siegerin       | Zweite         | Dritte         |
| ---- | -------------- | -------------- | -------------- |
| 2023 | Elena Hartmann | Marith Vanhove | Martina Alzini |
| 2024 | abgesagt       | abgesagt       | abgesagt       |